# Namsen
Namsen (južni laponski: Nååmesje) jedna je od najduljih rijeka u okrugu Trøndelag, u središnjem dijelu Norveške. Rijeka je duga 228 km, a teče kroz općine Røyrvik, Namsskogan, Grong, Overhalla i Namsos nakon čega se ulijeva u fjord Namsenfjorden. Po rijeci se naziva regija Namdalen. Rijeka se kroz povijest koristila za spuštanje balvana nizvodno od šuma do grada Namsosa, u kojem se nalaze pilane. Danas se na rijeci nalazi nekoliko brana.

## Tok rijeke
Rijeka izvire u Nacionalnom parku Børgefjell, odmah iza granice u okrugu Nordland. Ova voda napaja veliko jezero Namsvatnet. Sama rijeka Namsen počinje kada voda prolazi kroz branu na sjeverozapadnoj strani jezera Namsvatnet u općini Røyrvik.
Rijeka zatim putuje dolinom Namdalen prema obali, završavajući u gradu Namsosu gdje se ulijeva u Namsenfjorden. U isti fjord se ulijeva manja rijeka Årgårdselva. Dvije su glavne pritoke Namsena: Tunnsjøelva i Sanddøla.
Ukupna površina porječja je otprilike 6298 km2, a kod Namsosa, voda ističe u fjord brzinom od oko 285 m3/s.

## Ribarstvo
Namsen se smatra jednom od najboljih rijeka za ribolov atlantskog lososa na svijetu, a često je nazivaju i "Kraljicom rijeka". Početkom 19. stoljeća, Britanci su otkrili da je lov atlantskog lososa ovdje odličan, a rijeka je postala glavna turistička atrakcija. Ulovi iznad 23 kg nisu neobični. Namsen je široka rijeka i stoga se često lovi iz malih čamaca metodom zvanom "harling". Ova se metoda sastoji od povlačenja mamca dok se čamac polako kreće od obale do obale i pluta nizvodno. Tako se losos susreće s mamcem dok pliva uzvodno.

## Vanjske poveznice
|  | Zajednički poslužitelj ima još gradiva o temi Namsen |

- (norv.) Losos težine 25 kg ulovljen u lipnju 2009.